# Damir Imamović
Damir Imamović, bošnjaški glasbenik, pevec in skladatelj, * 1978, Sarajevo.
Ustvarja tradicionalno glasbo Bosne in Hercegovine, sevdah ali sevdalinke.

## Zgodnje življenje
Damir Imamović se je rodil v Sarajevu v Bosni in Hercegovini v glasbeni družini. Njegov oče Nedžad Imamović (1948) je basist, producent, pevec in avtor, medtem ko je bil njegov ded Zaim Imamović (1920–1994) glasbenik in pevec tradicionalne bosanske ljudske glasbe, znan v štiridesetih in šestdesetih letih dvajsetega stoletja. Damir je svoja ključna leta, ki so ga izoblikovala (1992-1995) preživel v obleganem Sarajevu. Kitaro je začel igrati pri 15. letih. Kasneje je študiral filozofijo. 
Damirjevi učitelji zunaj družinskega kroga so bili Spaso Berak (multiinstrumentalist in aranžer sevdaha za Himza Polovino), Hašim Muharemović (igralec saza), Emina Zečaj (pevka sevdalink) in drugi. 

## Kariera
Imamović je imel prvi koncert v umetniški galeriji Bosne in Hercegovine v Sarajevu leta 2004. Kmalu za tem, ko je odigral številne koncerte v Bosni in Hercegovini in na območju nekdanje Jugoslavije, je leta 2006 izdal prvo zgoščenko s svojim Damir Imamović Triom. Njegova najbolj cenjena zgoščenka je bila Abrašević Live, ki je izšla leta 2008. Zanjo je prejel glasbeno nagrado Bosne in Hercegovine »Davorin« ter mednarodne turneje in nastope na pomembnih festivalih, kot sta Druga Godba (Slovenija) in Jazz Fest Sarajevo (BIH). Abrašević Live vsebuje tudi prve Damirjeve sevdah skladbe, ki temeljijo na tradicionalnem besedilu »Dva se draga«. 
Bosansko-hrvaška filmska ustvarjalka Marina Andree-Škop je o Damirjevem delu na področju sevdaha posnela dokumentarni film Sevdah, ki je obnovil zanimanje mlajše publike za to starodavno umetnost. Film je leta 2009 osvojil nagrado občinstva »srce Sarajeva« na Sarajevskem filmskem festivalu. 
Damirjeve solo albume zaznamuje intimnejši slog. Njegovi solistični koncerti na sarajevskih vrtovih v poletnih mesecih so postali zelo iskani, zato je 9. oktobra 2011 izdal album nastopov v živo: Svrzina Kuća, ki ga je sarajevska založba iTM izdala 9. oktobra 2011. Album je sestavljen iz posnetkov v živo z njegovih nastopov 27. in 28. julija 2011 v hiši Svrzo v Sarajevu. 
Imamović je leta 2012 oblikoval Sevdah Takht Damira Imamovića v sestavi Ivan Mihajlović (el. bas, iz Beograda) in Nenad Kovačić (tolkala, iz Zagreba). Trio je nastopil na pomembnejših glasbenih festivalih v Evropi: Druga Godba (Slovenija), Balkan Trafik (Belgija), Culturscapes (Švica), TFF Rudolstadt (Nemčija). Leta 2015 se je skupini pridružila sarajevska violinistka Ivana Djurić. Skupina je imela svoj predstavitveni koncert na festivalu WOMEX leta 2015 v Budimpešti. Kvartet je leta 2015 podpisal Glitterbeat Records, njihov prvi album je bil mednarodno izdan 29. aprila 2016. Prvi singl »Sarajevo« je izšel 13. februarja 2016. 
Damir Imamović se posveča tudi raziskovanju sevdaha, poučevanju in produciranju. Leta 2014 je produciral in izdal album Umetnost Saza Ćamila Metiljevića, mojstra starejše generacije. Produciral je tudi prvenec mladega igralca saza Jusufa Brkića Hiša saza. Novembra 2015 je Imamović v sarajevski Umetniški galeriji Bosne in Hercegovine odprl multimedijsko razstavo z naslovom »Sevdah, umetnost svobode«. 
Leta 2016 je izdal knjigo Sevdah, ki »na enem mestu zajema glasbene, pesniške, kulturno-zgodovinske in popularne težnje v razvoju tega glasbenega žanra skozi tri stoletja njegove dokumentirane preteklosti«.

## Diskografija
- z Damir Imamović triom 
  - Svira Standarde (nakup knjige, 2006)
  - Abrašević v živo (samizdat, 2008)
- Solo 
  - Damir Imamović (Gramofon, 2010)
  - Svrzina Kuća (iTM, Hiša Svrzo, 2011)
  - Singer of Tales (2020 Wrasse Records)

- s Sevdahom Taktom 
  - Sevdah Takht (iTM, 2012)
  - Dvojka (Glitterbeat Records, 2016)